# WD J1953−1019

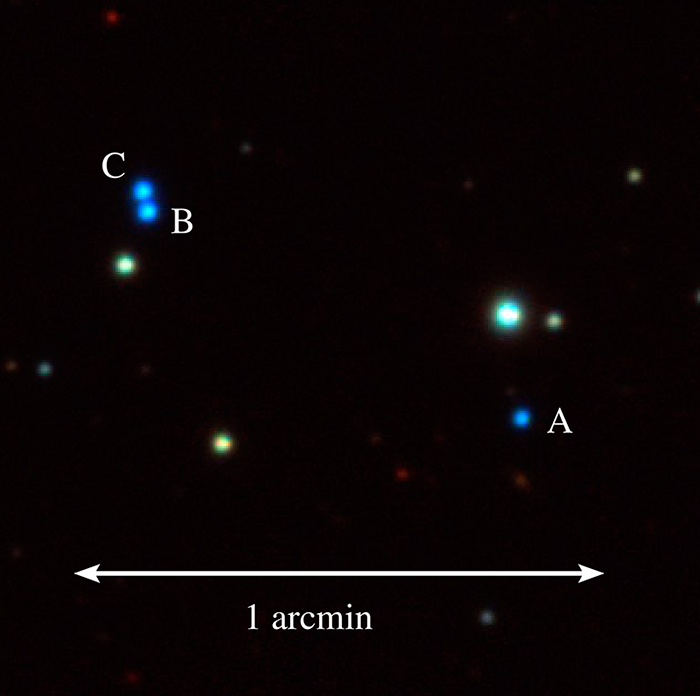
Pan-STARRS-färgkompositbild av WD J1953−1019-systemet, med de tre komponenterna markerade. Färgkompositen består av Pan-STARRS-bilder tagna i g-, i- och y-passbandsfilter. Dessa filter motsvarar specifika våglängder på 481 nm, 752 nm respektive 962 nm.

WD J1953−1019 är en hierarkisk trippelstjärna av vita dvärgar beläget i stjärnbilden Örnen cirka 130 parsec (cirka 420 ljusår) från jorden. Den är det första trippelsystemet av vita dvärgar som har kunnat lösas upp. De tre vita dvärgarna har en atmosfär av rent väte och en massa på cirka 0,6 gånger solens.
Systemet består av ett centralt par, WD J1953−1019 BC, och en avlägsen följeslagare, WD J1953−1019 A. WD J1953−1019 B och C motsvarar källorna Gaia DR2 4190499986125543168 respektive 4190499986125543296. De vita dvärgarna i det centrala paret, WD J1953−1019 B och C, är separerade med 303,25 ± 0,01 AE från varandra medan den avlägsna följeslagaren, WD J1953−1019 A, kretsar kring barycentrum, eller masscentrum, för den centrala dubbelstjärnan på ett avstånd av 6 398,97 ± 0,09 AE.
Den avkylningsålder som M. Perpinyà-Vallès et al. hittat för de tre vita dvärgarna är konsekvent, med ett uppskattat värde mellan 40 och 290 miljoner år. De tre stjärnorna skulle var och en komma från en stjärna som hade en massa mellan 1,6 och 2,6 gånger solens. En kollision av det centrala paret på grund av Lidov-Kozai-oscillationer är osannolik eftersom systemet är dynamiskt stabilt. Men om en sådan kollision inträffade skulle den kunna producera en typ Ia-supernova under Chandrasekhargränsen.